# Pessina Cremonese
Pessina Cremonese (La Pesìna in dialetto cremonese) è un comune italiano di 571 abitanti della provincia di Cremona, in Lombardia.

## Storia
La denominazione di Pessina (come quella di altri centri quali Pescarolo, Pescate, Peschiera, Pescina, ecc) ricorda come in tempi più lontani questa zona fosse in parte occupata da acque stagnanti e paludose, ricche però di pesci.
Questa zona era infatti anticamente paludosa, ma venne completamente bonificata verso la metà del secolo scorso per volontà del cavaliere Pietro Baroli, podestà di Cremona che risanò il terreno di natura argilloso-calcarea facendo scavare fossati e canali di scolo; oggi la campagna è coltivata a foraggio, prato e granoturco.
Un tempo il territorio era rinomato per la produzione di bozzoli e numerosissimi erano, quindi, i gelsi. Considerevole è infine, in questo comune prettamente rurale, l’allevamento dei bovini da latte, specialmente se confrontato con quello dei paesi vicini, facenti parte della golena del fiume Oglio.
Il comune risulta oggi costituito da un insieme di piccoli paesi posti a breve distanza l’uno dall’altro, tutti più o meno di poca o nessuna importanza: Pessina, il capoluogo, Monticelli ripa d’Oglio, Stilo de’ Mariani, Villarocca e S. Antonio; nonostante la notevole vicinanza, ognuno di questi agglomerati vanta una propria origine ed una propria vicenda storica.
Nel 2010 il sindaco di Pessina Cremonese, Dalido Malaggi, ha fatto installare cartelli con scritto "comune libero da pregiudizi razziali" oltre che la vincita della menzione speciale del Premio Regionale per la Pace del 2010 consegnato dalla regione Lombardia.

### Simboli
Lo stemma e il gonfalone sono stati concessi con decreto del presidente della Repubblica del 30 agosto 1952.
Il gonfalone è un drappo di azzurro.

## Monumenti e luoghi d'interesse

### Chiesa Parrocchiale
La chiesa parrocchiale di Pessina è intitolata a S. Giorgio Martire e fu eretta sul finire del XIX secolo dall’architetto Tancredi Venturini, del quale si ricordano le chiese di Pugnolo (frazione di Cella Dati) e di Pescarolo sempre in stile lombardo-gotico. Sulla facciata a capanna di rossi mattoni a vista spiccano il grande rosone e una serie di sette piatti in ceramica verde che sottolineano gli spioventi del tetto.

### Tempio Sikh
Il 21 agosto 2011 è stato inaugurato in via Madre Teresa di Calcutta un tempio sikh d'Europa alla presenza del sindaco e di diverse autorità tra cui il console dell'India in Italia. La costruzione è stata progettata dall'architetto Giorgio Mantovani e si estende su 2.352 m², oltre ad essere alta quindici metri ed essere in grado di ospitare 500 fedeli. È costata 1.300.000 €, finanziati sia tramite un mutuo acceso presso la Banca Agricola Mantovana sia grazie alle offerte dei fedeli. Il tempio fa parte della comunità Gurdwara Sri Guru Kalgidhar Sahib.

## Società

### Evoluzione demografica
Abitanti censiti

## Infrastrutture e trasporti
Tra il 1927 e il 1955 le frazioni Sant'Antonio Negri e Monticelli Ripa d'Oglio erano servite rispettivamente da una stazione e da una fermata della tranvia Cremona-Asola, gestita in ultimo dalla società Tramvie Provinciali Cremonesi.